# Quintanilla (Las Rozas de Valdearroyo)
Quintanilla es un despoblado español del municipio de Las Rozas de Valdearroyo, perteneciente a la comunidad autónoma de Cantabria.

## Toponimia
El lugar puede encontrarse referido como Quintanilla y Quintanilla de Valdearroyo.

## Historia
Hacia mediados del siglo XIX, el lugar ya pertenecía al municipio de Valdearroyo. Aparece descrito en el decimotercer volumen del Diccionario geográfico-estadístico-histórico de España y sus posesiones de Ultramar de Pascual Madoz con las siguientes palabras:

QUINTANILLA DE VALDEARROYO: barrio en la prov. de Santander, part. jud. de Reinosa, es uno de los que componen el concejo de Valdearroyo (V.).
(Madoz, 1849, p. 334)

El lugar quedó anegado por las aguas con la construcción del embalse del Ebro a mediados del siglo XX.